# ناحیه سیدی مخلوف
ناحیه سیدی مخلوف (به عربی: دائرة سیدی مخلوف) یک ناحیه در الجزایر است که در استان الاغواط واقع شده‌است. ناحیه سیدی مخلوف ۱٬۸۴۰ کیلومتر مربع مساحت و ۱۲٬۴۵۰ نفر جمعیت دارد.